# أوف ذا وول (ألبوم)
هو ألبوم إستديو الخامس للمغني الأمريكي مايكل جاكسون. وهو أول ألبوم أصدرته شركة إبك ريكوردز. صدر الألبوم يوم 10 أغسطس 1979. بعد فلم جاكسون The Wiz الذي حظي بنجاح؛ بينما كان جاكسون وكوينسي جونز يعملان على مشروع الفيلم، أصبحا صديقين. ووافق جونز أن يعمل على ألبومه القادم. بدأت جلسات التسجيل في ديسمبر 1978 إلى يونيو 1979 في عدة استوديوهات. تعاون جاكسون مع عدة فنانين لكتابة وتأدية الأغاني، من بينهم بول مكارتني، ستيفي وندر ورود تيمبيرتون. صدرت خمس أغاني سينغلز من الألبوم. ثلاث منها كانت على شكل فيديو كليب. كتب جاكسون ثلاث أغانٍ من بينها الأغنية الحاصلة على جائزة غرامي لا تتوقف حتى تنال كفايتك وتعتبر أول سينغل لمايكل جاكسون أصدرته إبك.

تتناول أغاني الألبوم مواضيع مثل الرومنسية، الوحدة والتنوير.
حصل الألبوم على تعليقات إيجابية فيما يخص صوت وأداء جاكسون الذي ازدادت شهرته، مما جعله يفوز بأول جائزة غرامي في مسيرته، وأصبح أول فنان تحصل أربعة من أغانيه من نفس الألبوم على المراكز العشر الأوائل في ترتيب بيلبورد هوت 100.

لا زال نجاح الألبوم مستمراً، ففي 2014 حاز على ثمان جوائز بلاتينيوم في الولايات المتحدة، وقد باع 20 مليون نسخة، مما جعله واحد من الألبومات الأكثر مبيعا في العالم.

أعيد إصدار الألبوم سنة 2016 وقبل ذلك في 2001 بواسطة سوني. وصنفته مجلة رولينغ ستون في المرتبة 68 في قائمة أعظم 500 ألبوم في التاريخ.

## قائمة الأغاني
1. Don't Stop 'Til You Get Enough
2. Rock with You
3. Working Day and Night
4. Get On the Floor
5. Off the Wall
6. Girlfriend
7. She's Out of My Life
8. I Can't Help It
9. It's the Falling in Love
10. Burn This Disco Out

## وصلات خارجية
- أوف ذا وول على موقع الموسوعة البريطانية (الإنجليزية)
- أوف ذا وول على موقع أول موفي (الإنجليزية)